# John Stuart (1er comte d'Atholl)
Pour les articles homonymes, voir John Stuart et Stuart.
 (février 2017).
Si vous disposez d'ouvrages ou d'articles de référence ou si vous connaissez des sites web de qualité traitant du thème abordé ici, merci de compléter l'article en donnant les références utiles à sa vérifiabilité et en les liant à la section « Notes et références ».
John Stewart, 1er comte d'Atholl (vers 1440 – 15 septembre 1512), aussi connu sous le nom de Sir John Stewart de Balveny, était un noble écossais et ambassadeur en Angleterre (en 1484).

## Biographie
Il était le fils aîné de Jeanne Beaufort, veuve du roi Jacques Ier d'Écosse, et de son second époux Sir James Stuart de Lorne (en) ; il est de ce fait le demi-frère utérin du roi Jacques II d'Écosse.
Il fut créé comte d'Atholl vers 1457 après la déchéance de James Douglas dont il épouse ensuite l'ex femme Margaret Douglas de Galloway. En 1475 il participe à la répression de la rébellion de Jean II MacDonald, le dernier Seigneur des Îles.
Stewart fut enterré à la cathédrale de Dunkeld dans le Perthshire.